# Urakawa
Urakawa (浦河町, Urakawa-chō) és una vila i municipi de la subprefectura de Hidaka, a Hokkaido, Japó. La vila també forma part del districte d'Urakawa, del mateix nom i del qual és el seu únic municipi. Urakawa és també la capital de la subprefectura, tot i que el municipi més populós n'és la vila de Shinhidaka.

## Geografia
El municipi d'Urakawa es troba a la subprefectura de Hidaka, al sud-est de Hokkaido. Dins de Hidaka, Urakawa està situat al centre de la subprefectura. El terme municipal d'Urakawa limita amb els de Shinhidaka al nord-oest, Samani al sud-est, Taiki i Hiroo a l'est. Al sud-oest, Urakawa només limita amb l'oceà pacífic.

### Clima
Urakawa té un clima continental humid amb estius càlids i hiverns freds. D'acord amb la seua situació, lleugermanet més cap al sud que la majoria de municipis de l'illa i de la seua ubicació respecte a la mar, les nevades a Urakawa solen ser més lleugeres que la mitjana de Hokkaido, amb una màxima de 0,98 metres el gener de 1969. Les precipitacions són majors a l'estiu, quan alguns tifons poden aproximar-se a la costa. El dia més plujós va ser el 5 d'agost de 1981 amb 190 mil·límetres i el mes més humid va ser l'agost de 1995. El mes més sec fou el febrer de 2003 amb només 2,5 mil·límetres. Les hores de sol al dia, tot i ser menors que a la plana de Tokachi, són majorors que al Hokkaido occidental; sent el mes menys assollejat l'agost de 1941 amb només 48 hores i el que més, l'abril de 2014, amb 288 hores que trenquen el rècord previ de maig de 1957 amb 271,6 hores.

## Història
Al municipi n'hi han hagut troballes arqueològiques que acrediten la presència humana a la zona des de, com a mínim, el període Jomon.

### Cronologia
- 1669: El general del domini de Matsumae, Gonzaemon Satō construeix un petit santuari prop de l'actual santuari d'Urakawa.
- 1799: S'estableix el districte d'Urakawa.
- 1880: S'extablieix una oficina de govern per al poble, antecessora de l'actual ajuntament.
- 1092: Complint amb la nova llei de municipis, s'estableix el modern municipi d'Urakawa, el qual esdevé vila el mateix dia.
- 1956: Urakawa absorbeix el poble d'Ogifushi, pertanyent al mateix districte d'Urakawa.
- 1982: Un terratrèmol té lloc a la vila.
- 1998: S'inaugura el museu d'art de Mitsuo Fushikita.

## Política

### Assemblea municipal
La composició actual de l'assemblea municipal és aquesta:
| Partit | Partit                    | Partit | Regidors |
| ------ | ------------------------- | ------ | -------- |
|        | Partit Comunista del Japó | PCJ    | 1 / 16   |
|        | Independents              | Ind    | 15 / 16  |
|        | Escons vacants            |        | 0 / 16   |

## Transport

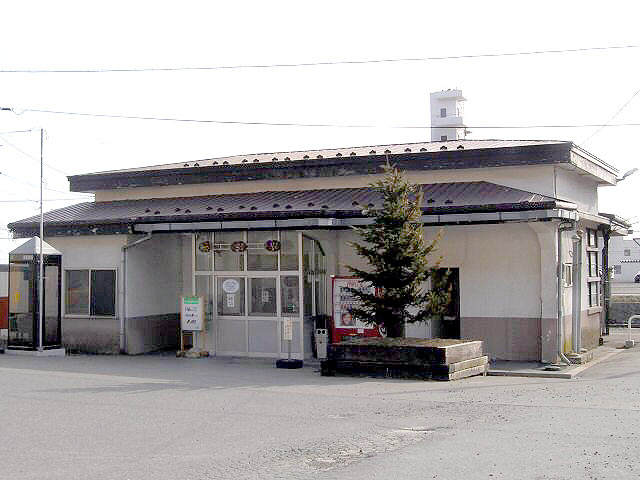
Estació d'Urakawa

### Ferrocarril
- Companyia de Ferrocarrils de Hokkaido (JR Hokkaido)
  - Estació d'Ogifushi
  - Estació d'Efue
  - Estació d'Urakawa
  - Estació de Higashichō
  - Estació de Hidaka-Horobetsu

### Carretera
- Nacional 235
- Nacional 236
- Nacional 336
- Xarxa de carreteres prefecturals de Hokkaido: 288, 348, 384, 481, 746 i 1025.

## Agermanaments
- Amakusa, prefectura de Kumamoto, Japó.
- Hamada, prefectura de Shimane, Japó.
- Forest Heath, Anglaterra, Regne Unit.